# Kivijärvi (Jukkasjärvi socken, Lappland, 757798-174850)
Kivijärvi är en sjö i Kiruna kommun i Lappland och ingår i Torneälvens huvudavrinningsområde. Sjön har en area på 0,0887 kvadratkilometer och ligger 388,3 meter över havet. Kivijärvi ligger i Torneträsk-Soppero fjällurskog Natura 2000-område.

## Delavrinningsområde
Kivijärvi ingår i det delavrinningsområde (758004-174970) som SMHI kallar för Utloppet av Mukkaperänjärvi. Medelhöjden är 433 meter över havet och ytan är 32,98 kvadratkilometer. Det finns inga avrinningsområden uppströms utan avrinningsområdet är högsta punkten. Idijoki (Jierijoki) som avvattnar avrinningsområdet har biflödesordning 3, vilket innebär att vattnet flödar genom totalt 3 vattendrag innan det når havet efter 472 kilometer. Avrinningsområdet består mestadels av skog (71 procent) och sankmarker (22 procent). Avrinningsområdet har 1,55 kvadratkilometer vattenytor vilket ger det en sjöprocent på 4,7 procent.